# Ашнак
Ашна́к (вірм. Աշնակ) — село в марзі Арагацотн, на заході Вірменії. Село розташоване за 5 км від села Давташен та за 7 км від села Катнахпюр. В селі розташована церква та V століття руїни дзвіниці X століття. Під час вірмено-турецької війни загін Андраніка відзначився у боях за село. У селі народився вірменський державний діяч Шароян Роланд Даніелович.
| Рік  | Чисельність | Чисельність |
| ---- | ----------- | ----------- |
| 1831 | 62          | [ 1 ]       |
| 1873 | 363         | [ 1 ]       |
| 1931 | 778         | [ 1 ]       |

| Рік  | Чисельність | Чисельність |
| ---- | ----------- | ----------- |
| 1959 | 965         | [ 1 ]       |
| 1970 | 1110        | [ 1 ]       |
| 1979 | 1061        | [ 1 ]       |

| Рік  | Чисельність | Чисельність |
| ---- | ----------- | ----------- |
| 1989 | 1245        | [ 2 ]       |
| 2001 | 1226        | [ 1 ]       |
| 2011 | 1031        | [ 3 ]       |

| Рік  | Чисельність | Чисельність |
| ---- | ----------- | ----------- |
| 1831 | 62          | [ 1 ]       |
| 1873 | 363         | [ 1 ]       |
| 1931 | 778         | [ 1 ]       |

| Рік  | Чисельність | Чисельність |
| ---- | ----------- | ----------- |
| 1959 | 965         | [ 1 ]       |
| 1970 | 1110        | [ 1 ]       |
| 1979 | 1061        | [ 1 ]       |

| Рік  | Чисельність | Чисельність |
| ---- | ----------- | ----------- |
| 1989 | 1245        | [ 2 ]       |
| 2001 | 1226        | [ 1 ]       |
| 2011 | 1031        | [ 3 ]       |